# Хайнрих I (Ветин)
Вижте пояснителната страница за други личности с името Хайнрих I.
Хайнрих I фон Ветин (на немски: Heinrich I von Wettin; * 1123 или 1142; † 30 август 1181) от род Ветини е от 1156 г. граф на Ветин в Саксония-Анхалт.
Той е третият син на Конрад Велики (1098 – 1157) маркграф на Майсен и на Дона Лужица, граф на Ветин, и съпругата му Луитгард от Равенщайн (1104 – 1146), графиня от Елхинген-Иренберг, внучка по майчина линия на херцог Фридрих I от Швабия и на Агнес от Вайблинген, дъщеря на император Хайнрих IV.
Братята му са Ото Богатия, маркграф на Майсен, Дитрих от Ландсберг и Айленбург и Дедо III от Лужица. Сестра му Адела се омъжва през 1152 г. за Свен III, крал на Дания († 1157).
През края на 1156 г. 60-годишният му баща разпределя земите си и отива като монах в своя домашен манастир в Лаутерберг при Хале, където умира след два месеца на 5 февруари 1157 г.
Хайнрих получава замък Ветин.

## Фамилия
Хайнрих I се жени за София фон Зомершенбург († 1189/95), дъщеря на Фридрих II фон Зомершенбург, пфалцграф на Саксония, и съпругата му графиня Луитгард фон Щаде († 1152) (по-късно кралица на Дания). Вдовицата му София се омъжва отново през 1182 г. за Херман от Тюрингия, пфалцграф на Саксония, ландграф на Тюрингия († 1217).
Граф Хайнрих I и съпругата му София фон Зомершенбург имат четири деца:
- Хайнрих II († 1187), граф на Ветин
- Конрад († 1175)
- Улрих († 1206), граф на Ветин, женен след 1184 г. за фон Винценбург (1149 – пр. 1204); II. пр. 1204 г. за Хедвиг Саксонска (ок. 1175 – сл.1206)[6]
- София († 1195), омъжена 1189 г. за Бурхард III фон Кверфурт († 1190), бургграф на Магдебург